# Trần Sân
Trần Sân (chữ Hán: 陈诜, ? – 1722), tự Thúc Đại, người Hải Ninh, Chiết Giang, quan viên nhà Thanh.

## Sự nghiệp
Năm Khang Hi thứ 11 (1672), Sân đỗ cử nhân, được thụ chức Trung thư khoa Trung thư xá nhân. Năm thứ 28 (1689), thông qua khảo hạch được thụ chức Lại khoa Cấp sự trung, rồi xin về phụng dưỡng cha mẹ.
Năm thứ 36 (1697), Sân được khởi bổ nguyên chức, thêm chức Hình khoa chưởng ấn Cấp sự trung. Sân dâng sớ nói: "Hoài, Hoàng từ xưa không giống nhau. Gần đây sửa đê Quy Nhân , mở ngòi Hồ Gia , ra gặp nước của hồ Tuy ; đóng 6 máng, xây thêm đập Cao Gia, đưa nước ra hồ Hồng Trạch . Đây là đạo lý không đổi mượn Hoài Hà chống Hoàng Hà. Nhưng nước Hoài Hà chảy vào Vận Hà, nếu chống Hoàng Hà thì vẫn còn yếu. Xưa đặt đập Thiên Phi, từ chỗ giao nhau của Hoài, Hoàng đến bến Thanh Giang, cả thảy 5 đập, gặp thuyền chở nặng, thay nhau mở đóng, qua rồi thì lập tức hạ cửa khóa lại, là để bảo toàn Hoài Hà mà rót vào Hoàng Hà. Chỗ nước ấy dẫn vào Vận Hà, chẳng qua tạm chứa rồi chuyển đi. Từ khi đổi sang xây dựng máng cỏ , Hoài, Hoàng dồn hết vào Vận Hà, dân cư bến Thanh Giang có thể bị nguy hiểm. Nên khôi phục chế độ cũ của đập Thiên Phi , khiến Hoài Hà dễ dàng chống cự Hoàng Hà, mới giúp ích cho việc lớn." Sớ được giao xuống cho Hà đốc Trương Bằng Cách (張鵬翮) bàn bạc thi hành. Sau đó Sân dâng sớ hặc ở tỉnh Sơn Đông, Bồ Đài tri huyện Du Hoành Thanh dựa vào tội vặt đã được tha từ trước, giam cầm Giám sanh Vương Quan Thành, bức bách anh ta tự sát; Tuần phủ Vương Quốc Xương chỉ lấy phạt đòn và giải trừ lao dịch để kết án, đùa bỡn với sanh hoạt của dân chúng. Triều đình mệnh cho Thị lang Ngô Hàm với Sân đi xét, kết quả Du Hoành Thanh bị mất chức, Vương Quốc Xương chịu nghị án. Sân được thụ chức Hồng Lư tự khanh, tiếp đó thăng chức làm Tả phó đô Ngự sử.
Năm thứ 43 (1704), Sân được thụ chức Quý Châu Tuần phủ, dâng sớ nói: "Ruộng đất Quý Châu đều ở giữa khoảng đồi núi trập trùng, thổ tính hàn lương, thu hoạch ít ỏi, người – bò gieo trồng gian nan. Tuần phủ tiền nhiệm là Vương Nghệ nhân đó tập hợp ruộng đất bỏ hoang, mười phần đã được bốn, năm, giảm nhẹ phép tắc cũ, chiêu mộ dân chúng đến khai khẩn đã có thu hoạch, sáu năm sau sẽ thu thuế. Đề nghị nối lại việc ấy." Sớ được giao xuống bộ Hộ, bộ đồng ý với lời xin của Sân.
Năm thứ 47 (1708), Sân được điều đi Hồ Bắc; ông dâng sớ hặc Bố chánh sứ Vương Dục Hiền bòn rút của công, chịu giải nhiệm chờ điều tra. Ít lâu sau có kết quả kiểm kê, Sân tâu xin miễn tội cho ông ta.
Năm thứ 50 (1711), Sân được cất nhắc làm Công bộ Thượng thư.
Năm thứ 52 (1713), Sân được điều sang bộ Lễ.
Năm thứ 58 (1719), Sân xin hưu, được nhận mệnh cho trí sĩ.
Năm thứ 61 (1722), Sân mất, được ban lễ Tế táng, thụy là Thanh Khác. Con là Trần Thế Quan, sử cũ có truyện riêng.